# Guy Hain
Guy Hain, né le 16 juin 1942 à Gravelines et mort le 19 février 2018 à Boussy-Saint-Antoine, est un marchand d'art et un faussaire français qui écoula de très nombreux faux bronzes d'art, consistant en refonte illégales d'originaux et contrefaçon de signature.

## Biographie
Originaire de Gravelines, Guy Hain commença sa carrière comme employé de banque puis comme vendeur de produits vétérinaires. Il rencontra à cette occasion un nombre important de vétérinaires en possession de sculptures animalières en bronze et s'y intéressa de près. En 1962, devenu collectionneur, il dépensa 550 000 francs pour l'achat du Baiser d'Auguste Rodin. Lassé de son métier de représentant, il devint marchand d'art. Il ouvrit la galerie « Aux Ducs de Bourgogne » au Louvre des antiquaires. 
En 1986, Guy Hain se rapproche alors de la fonderie Georges Rudier. La maison Rudier était l'une des fonderies historiques produisant les bronzes d'art d'Auguste Rodin depuis le début du XXe siècle. Il convainc les propriétaires Georges et Bernard Rudier d'utiliser les modèles originaux en plâtre afin de couler à nouveau des œuvres de Rodin, tombée dans le domaine public en 1982 mais nécessitant l’autorisation du musée Rodin, ayant droit de l’artiste. Il ouvre un atelier de ciselure à Nogent-sur-Marne et, en 1990, acheta à Luxeuil-les-Bains la fonderie Balland, qu’il géra avec son épouse. Quelques bronzes furent fabriqués avec les modèles en plâtre confiés par le musée Rodin aux Rudier avant 1980 et que ceux-ci conservaient. Hain fit également surmouler de nombreux bronzes authentiques pour augmenter sa production. De nombreux acheteurs prestigieux acquièrent des bronzes via Guy Hain, dont Georges Tranchant et Marcel Bich.
Guy Hain vendit des centaines de nouvelles fontes par le biais des salles de ventes en France et à l’étranger comme des originaux, utilisant la signature d'Alexis Rudier, le fondeur originel de Rodin. Ce commerce lui rapporta environ 130 millions de francs entre 1986 et 1994. Il clama plus tard qu'il avait passé un contrat lui permettant d'utiliser le nom d'Alexis, mais les Rudier contestèrent son affirmation.
Il alla jusqu'à produire des copies d'autres sculpteurs comme Alfred et Antoine-Louis Barye, Jean-Baptiste Carpeaux, Camille Claudel, Christophe Fratin, Emmanuel Frémiet, Aristide Maillol, Pierre-Jules Mêne et Pierre Auguste Renoir. Il a quasiment inondé le marché de l'art avec ces copies en moins de 8 ans d’activité.

### L'affaire
C'est à la suite d'une plainte de ses ouvriers fondeurs de Luxeuil-les-Bains et parce qu'il ne leur payait pas les cotisations sociales, en janvier 1992, que la police de Dijon, après quatre perquisitions, arrêta Guy Hain et saisit environ 20 tonnes de sculptures en bronze dans plusieurs fonderies en Franche-Comté et à Paris. Le 17 janvier 1996, Guy Hain parut devant le tribunal de grande instance de Lure, accusé de contrefaçon. Le 28 juin 1997, il fut condamné à 4 ans de prison mais il fit appel et n’effectua que 18 mois.
La maison de vente aux enchères Rey et Faure, basée à Rambouillet, fut aussi accusée de complicité pour avoir vendu des bronzes lors d'enchères entre 1987 et 1991. Ils vendirent pour environ 16 millions de francs de bronzes illicites ou frauduleux. Un tirage du Baiser d'Auguste Rodin fut ainsi vendu pour 4,5 millions de francs. Ils furent plus tard relaxés. D'autres maisons de vente aux enchères comme l’hôtel Drouot, Christie's et Sotheby's présentèrent ses productions à leurs clients mais ne furent pas inquiétées par la justice française.
En 2000, Guy Hain déposa, entre autres, les noms d'Alexis et Georges Rudier (mort en 1994), mais le petit-fils de ce dernier le poursuivit. Guy Hain ne put conserver cette marque.
Après expertise de plus de 2 500 scellés par les experts judiciaires Gilles Perrault et Claude France, la cour d’appel de Besançon le condamna, en avril 2002, à 4 ans de prison. Les preuves collectées par la police de Dijon consistaient en 1 100 copies d'œuvres de différents sculpteurs français. Le procureur avait demandé 5 ans d'emprisonnement et 2 millions de francs d'amende. La première condamnation de 4 ans fut maintenue par la cour. Guy Hain, ne s’étant pas présenté volontairement et s’étant même caché pour se soustraire à cette décision de justice, fut arrêté lors d’une conversation téléphonique qu’il eut d’une cabine parisienne avec le capitaine de la police judiciaire de Nanterre chargée de son dossier. Croyant refaire son procès, il ne vit pas le temps passer ce que la police mit à profit pour le localiser et l’inviter à séjourner à la prison de la Santé où il purgea le reste de sa peine.
Lorsque Guy Hain fut relâché, il continua à fréquenter les salles des ventes pour écluser son stock. 
Une seconde affaire relative à Guy Hain concernant la saisie en 2004 d’un autre stock par le juge Éric Halphen au tribunal de grande instance de Créteil entraine une nouvelle condamnation en 2009 puis en 2012, pour contrefaçon, débit d'œuvres contrefaites et tromperie, charges auxquelles s'ajoutent le fait de récidive, mais Hain saisit la cour de Cassation laquelle ordonne qu'il soit rejugé en 2015.

### Impacts
Les marchands d'art, à cause de cette affaire et du nombre de copies en circulation, sont devenus très méfiants envers les bronzes d'art. Le 27 janvier 2006, une enchère publique organisée par la DNID (Direction nationale d'interventions domaniales) fut organisée à Dijon, France, avec 73 bronzes expertisés comme authentiques ou marquée reproduction, à l'exposition. Cinq œuvres partirent et 68 restèrent. Angélique et Roger montés sur l'hippogriffe d'après Antoine-Louis Barye, une fonte au sable ancienne sans inscription fut adjugée 54 000 €. 
L'expert judiciaire en objets d'art Gilles Perrault a en effet calculé que Guy Hain produisit plus de 6 000 contrefaçons en plus de celles confisquées par la police. Seulement un tiers de ces sculptures ont été localisées. En mai 2013, la police fait une nouvelle perquisition dans un local loué par Guy Hain et découvre 33 bronzes et un plâtre.
Guy Hain n'est pas le premier à avoir été condamné pour contrefaçon de bronzes d'art de Rodin : le sculpteur en fut victime en 1913 et ses ayants droit en 1919, ils attaquèrent alors les frères Philippo et Giovanni Montagutelli, qui continuèrent cependant leurs activités de fondeur. Le faussaire Ernest Durig (1894-1962) fut également impliqué dans la production de faux dessins de Rodin.

## Sujet lié
- Contrefaçon
- Faux (art)